# Temperaturlogger
En temperaturlogger är en termometer kombinerad med ett minne. Den kan användas för att mäta temperatur med ett visst tidsintervall för att på så sätt få fram en så kallad temperaturhistorik, det vill säga en tabell med temperatur och klockslag då temperaturen rådde.
En temperaturlogger kan användas för att i realtid eller för att i efterhand kontrollera att exempelvis matvaror hålls/hållits frysta vid rätt temperaturer. Ett annat användningsområde är övervakning av frysar inom läkemedels- eller biotekindustrin. Ytterligare användningsområden är temperaturkartläggning i byggnader för energioptimering.